# موچسب‌ها
موچسب‌ها (نام علمی: Ampelopsis) نام یک سرده از تیره انگوریان است.